# Центральний хребет (Нова Гвінея)
Центра́льний хребе́т, Кордильєра-Сентраль (англ. New Guinea Highlands, Central Range, Central Cordillera) — новогвінейське нагір'я, яке являють собою ланцюг гірських хребтів і міжгірських річкових долин на острові Нова Гвінея, що лежить на північ від Австралії. Нагір'я простягнулося зі сходу на захід через весь острів, який розділений політично між Індонезією — на заході та Папуа Новою Гвінеєю — на сході.

## Історія
Родючі нагір'я були вже давно заселені людиною, про що свідчать численні археологічні знахідки, які були виявлені в долині Іване і вказують на те, що гори були вперше заселені близько 50 тисяч років тому. Населення вело кочовий спосіб життя, але близько 10 000 років тому почало досить інтенсивно розвиватися сільськогосподарське виробництво. Місцеве населення зберігало самобутній спосіб життя аж до 30-х років XX століття, колоніальний процес торкнувся цих країв тільки з приходом перших мандрівників і дослідників. Зокрема австралійський дослідник і колоніст Мік Ліхі, який прославився за відкриття та дослідження області Нагір'я в Папуа Новій Гвінеї. Багато з його фотографій і досліджень було опубліковано. У 1930-ті роки він відкрив долину Ваггі, гори Гаґен та Гілуве. Американський зоолог і філантроп Ріхард Архболд в 1930-ті роки здійснив три експедиції на Нову Гвінею. Він досліджував річки Флай, Палмер, Вассі Кусса; а також північні схили гір Маоке від гори Пунчак-Трикора до річки Таритату (притоки річки Мамберамо).
Під час Другої світової війни, у східному високогір'ї відбулася грандіозна військова компанія Битва за Кокодський шлях, в якій війська союзників, зокрема австралійські і новозеландські війська, протистояли японській армії, і разом з місцевими провідниками, які були залучені в компанію, зуміли зупинили японців від просування на південь в бік Порт-Морсбі і, кінець кінцем, на північні території Квінсленда (Австралія).

## Географія
Центральний хребет простягся через весь острів Нова Гвінея, практично вздовж його центральної поздовжньої осі, з невеликим вигином в напрямку півночі, майже на 1900 км, при максимальній ширині до 210 км в Центральному нагір'ї (Папуа Нова Гвінея), в горах Маоке (Індонезія) до 150 км.
Центральний хребет, деякі піки якого, у західній частині, покриті залишками льодовиків, має такі складові (зі сходу на захід):
- Східне та Центральне нагір'я (Папуа-Нова Гвінея), які включають хребет Овен-Стенлі — розташований на крайньому південному сході острова, його найвищі піки гори: Вікторія (4038 м) та Альберт-Едвард (масив Вгартон, 3990 м).

- Гори Альберт-Віктор.
- Хребет Сер Артур-Гордон.
- Хребет Кубор із вершинами: Кабанґама (4104 м), Кубор (3969 м).
- Гори Бісмарка, найвищі вершини: Вільгельм (4509 м), яка являє собою згаслий вулкан з озером у кратері, Таблетоп (3686 м).
- Гори Стар на кордоні Папуа Нова Гвінея — Індонезія, найвищі вершини: Антарес (3970 м), Капелла (3960 м).
- Гори Маоке або «Снігові гори» в Індонезії, де вічні сніги були відкриті Гендрікусом Лоренцом[en] у 1909 році на висоті 14 635 футів. Вони, своєю чергою, являють собою систему гірських хребтів: Судірман (Західний та Східний, англ. Sudirman Range), Джаявіджая та інші, витягнутих із заходу на схід. Гори мають найвищі піки острова Нова Гвінея — Пунчак-Джая («Піраміда Карстенса», 4884 м), Пунчак-Мандала («пік Джуліана», 4760 м), Пунчак-Трикора («пік Вільгельміна», 4750 м), Нгга-Пілімсіт («Іденбург», 4717 м).

Нагір'я є основним джерелом живлення цілого ряду важливих річок острова Нова Гвінея, включаючи річки:
- Папуа Нової Гвінеї: Сепік (1126 км), Раму (640 км) — беруть початок на північних схилах хребта; Флай (1120 км), Стрікленд (620 км), Пурарі (470 км), Кікорі (320 км) — беруть початок на південних схилах хребта;
- Індонезії: Мамберамо (670 км) з твірними Тарику[en] та Таритату[en], Вайпога — беруть початок на північних схилах хребта; Дігул (525 км) — бере початок на південних схилах хребта.

У гірських долинах розташовані найбільші озера: Паняй (154 км², 1752 м НРМ) та Кутубу (49 км², 808 м НРМ). У гірських районах доволі великих темпів набирає гірнича справа, особливо з видобутку золота, срібла та міді, що приносить велику шкоду місцевій незайманій екосистемі та корінним групам населення, з частим виникненням непорозумінь та конфліктів.

## Геологія
Гірський ланцюг нагір'я складається з ряду окремих хребтів висотою до 3000-4000 м. Для високих гір характерні альпійські форми рельєфу, для яких притаманні круті схили, вузькі ущелини, загострені вершини. На висоті понад 4000 м, в західній частині гір Маоке є вічні сніги і невеликі льодовики, загальна площа яких становить близько 14,5 км² і продовжує змінюватися, в залежності від клімату. Нагір'я відноситься до відносно молодого тихоокеанського поясу альпійської складчастості. Висота гір продовжує зростати, в тому числі у зв'язку з тектонічними процесами, які викликані рухом Австралійської плити на північний схід, і її стиканням з Тихоокеанською плитою, яка, своєю чергою, пірнає під край Австралійської. Тетектонічні мікроплити Маоке та Вудларк, які зазвичай асоціюються з Австралійською плитою і розташовані на границі зіткнень з Тихоокеанською плитою, одночасно є фундаментом для гір Центрального хребта Нової Гвінеї. Через процеси зіткнень ці мікроплити піднімаються, одночасно піднімаючи гірський ланцюг нагір'я. Ширина гірського хребта значно варіюється, від 210 км у Центральному нагір'ї (Папуа Нова Гвінея), до 150 км в горах Маоке (Індонезія), з центральним найвужчим сегментом (до 70-80 км) на кордоні двох країн.

## Флора та фауна
Верхня межа росту дерев становить 3650 м. До висоти в 1000 м гори покриті тропічними вологими вічнозеленими лісами з великою різноманітністю видів рослин, зокрема: пальмами, бамбуками, деревоподібними папоротями, панданусами та ін.; вище (1000—3000 м) — вологі гірські тропічні ліси (хмарний ліс) з дубами, каштанами, араукаріями, евкаліптами, південними буками та ін.; вище (3000—4000) розташована субальпійська екосистема, зокрема — високогірні луки, хвойні ліси, деревоподібна папороть (ціатея), луги, болота і чагарникові пустощі рододендрона, вакциніума, копросми, рапанеї, і саурауї. Ця рослинність суттєво відрізняється від рослинності тропічних лісів, які покривають більшу частину острова Нова Гвінея. Альпійська рослинність на висоті понад 4000 метрів складається з компактних розеткових і подушковидних трав, таких як жовтець, перстач, тирлич і кипрей, злакові (тонконіг та щучник), мохи і лишайники. Вище 4400 м — вершини з ділянками снігів і льодовиків.
Гірські ліси є пристановищем для різноманітних видів дикої природи, багато з яких є унікальним для цих гір, що включають в себе багато рослин, рептилій, птахів і понад 100 видів тварин. З 90-та видів ссавців, знайдених на острові, 44 — ендемічні, такий відсоток є дуже високий. Птахи і тварини включають безліч «Австралазійських видів», таких як деревні кенгуру, наметники, австралійська малинівка, медолюбові і дивоптахові. Чотири з ендемічні ссавці знаходяться під загрозою зникнення: крилани, від них залишилися лише крихітні ареали в Папуа Новій Гвінеї; і трьох гризунів: великий лептомус, східна землерийка, і малий зубчастий щур. Із 348 видів птахів — 55 є ендемічними для цих гір. Є цілий ряд ендемічних метеликів, особливо в горах Вейланд і долині Ваггі.
На висоті понад 3000 м живе не багато видів тварин — всього дев'ять видів ссавців: чотири — гризунів, два — кажани, кускус посумовий, хижак сумчастий і деревне кенгуру. Чотири з них є ендемічні: маленький сумчастий чорнохвостий Мурексехінус, західна миша-землерийка, льодовий щур та альпійський шерстистий щур. З близько 100 птахів, які проживають тут, 28 вважаються ендемічними.
Крім культивованих долин гірські ліси значною мірою є недоторканими, хоча лісозаготівельна і видобувна промисловості є постійною загрозою, як все більше зростання доступу до гір, яке досягається за рахунок дорожнього будівництва. 20 % цього екорегіону міститься в охоронюваних районах, в основному в індонезійській частині острова, в тому числі найбільший район, що охороняється в Південно-Східній Азії, величезний національний парк Лоренца в гірській місцевості, ділянка якого є частиною гірської лісової екосистеми.